# 웹OS
LG webOS(webOS, LG webOS)는 리눅스 커널에서 구동되는 모바일 운영 체제이다. 팜 OS를 계승하는 소프트웨어로서 팜에서 개발을 하고 휴렛 팩커드가 후에 인수했고, 또 그 뒤에 LG가 인수했다. 2009년 1월 팜이 발표를 하고, 완벽한 웹 2.0 기술, 개방성, 멀티태스킹, 쉬운 사용 등으로 주목을 받았다. webOS를 처음으로 이용한 기기는 2009년 6월 출시된 팜 Pre이다. 이 운영 체제는 모든 기기의 소프트웨어 업데이트를 무선통신을 이용해서 진행한 운영 체제들 중 하나이다. 1992년부터 2002년까지 PDA 제조사인 팜이 팜 OS를 주도했다. 2002년, 완전한 자 회사인 팜소스를 만든다. 팜소스는 독립했으며, 2005년 일본 개발사인 유한회사 액세스에 인수되었다.
2010년, 휴렛 팩커드가 webOS에 주목하고 팜을 인수하게 되었다. 2011년 2월, webOS 2.2를 이용하는 스마트폰인 HP 프리 3, HP 비어를 발표하고 2011년 여름에 출시될 webOS 3.0을 이용하는 태블릿 PC인 HP 터치패드를 발표했다.
2013년 2월 25일, LG전자가 특허권을 제외한 모든 webOS에 대한 권리를 인수했다. 2014년, CES에서 webOS가 내장된 스마트 TV를 선보였다. LG의 webOS 스마트 TV는 기존 webOS의 특징인 Card view를 계승, 현재 시청하고 있는 화면을 방해하지 않으면서 언제 어디서든 빠르게 앱 메뉴에 진입할 수 있는 것이 큰 장점이다.
단, 위에서 명시했듯, LG의 webOS 인수는 소스 코드, 문서, 웹사이트 등에 국한된 것으로, 특허권에 대한 라이선스 비용을 HP에 지불해야 한다.

## 모바일

### 기기들
webOS 버전 1.4.5는 다음의 휴대전화에서 구동되었다.
- 팜 프리: 2009년 6월 6일 스프린트 네트워크에서 출시.
- 팜 픽시: 2009년 11월 15일 스프린트 네트워크에서 출시.
- "플러스" 버전: 버라이즌 와이어리스와 AT&T에서 출시.

webOS 2.0이 탑재된 팜 Pre 2는 2010년 10월 프랑스의 이동통신사 SFR, 2010년 12월 캐나다의 이동통신사 Rogers에서 출시되었다. 2011년, 미국에서는 버라이즌 와이어리스에서 잠금 해제된 팜 Pre 2를 이용할 수 있다.
webOS 3.0이 탑재된 기기로는 휴렛 팩커드 터치패드, 프리 3, 비어가 있다 (2011년 2월 발표).

### 인터페이스
webOS의 GUI는 Matias Duarte가 터치스크린을 이용하는 기기를 위해서 만들었다. webOS는 멀티터치 스크린으로 조정한다. webOS 1.4.5는 가상 키보드를 사용하지 않고 슬라이드 키보드가 기기에 내장되어 있다. 추가적인 패치를 통해 가상키보드를 이용할 수 있다. 멀티태스킹은 "카드"를 이용해서 관리한다. 애플리케이션 실행은 "런처"를 이용한다. "런처"는 스크롤할 수 있는 3개의 페이지와, 하단에 수평으로 5개의 아이콘을 놓을 수 있는 "퀵 런치 바"로 구성되어 있다. 사용자는 터치스크린을 왼쪽이나 오른쪽으로 손가락을 튕겨서 구동되고 있는 애플리케이션끼리 전환할 수 있다.

### 계정 연동
webOS는 "시너지"라는 기능을 이용해서 많은 사이트의 계정과 연동할 수 있다. 지메일, 야후!, 페이스북, 링크드인(LinkedIn) 등과 연동할 수 있다. 마이크로소프트 아웃룩은 액티브싱크를 이용해서 연동할 수 있다. 두 개 이상의 계정에서 일정 관리를 이용할 경우 합쳐져서 한 페이지에 표시된다. 또한, 인스턴트 메시지와 SMS가 한페이지에 표시된다.

### 웹 브라우저
webOS의 웹 브라우저는 웹(Web)이라는 간단한 이름이다. 웹킷 레이아웃 엔진을 이용하며, 이를 이용한 브라우저에는 애플의 사파리, 구글의 구글 크롬, 안드로이드의 기본 웹 브라우저가 있다. 세로와 가로 화면을 지원한다.

### 기본 애플리케이션
런처 화면에는 다음과 같은 기본 애플리케이션들이 있다.
| 이름        | 용도                          |
| ----------- | ----------------------------- |
| Phone       | 전화                          |
| Email       | 전자 메일 클라이언트          |
| Web         | 웹 브라우저                   |
| Music       | 음악 재생기                   |
| Messaging   | SMS, MMS, 인스턴트 메시지     |
| Calendar    | 달력                          |
| Camera      | 사진기                        |
| Photos      | 사진 뷰어                     |
| Video       | 동영상 재생기                 |
| YouTube     | 유튜브 동영상 재생            |
| Google Maps | 구글맵                        |
| Memos       | 메모                          |
| Clock       | 알람 시계, 전자/아날로그 시계 |
| Calculator  | 계산기                        |
| App Catalog | 애플리케이션 구입 및 다운로드 |
| Amazon      | 아마존 닷 컴에서 음악 구입    |
| MP3         | -                             |
| DocView     | 문서 뷰어                     |
| PDFView     | PDF 뷰어                      |
| Tasks       | 할 일의 기록 및 알림          |
| Contacts    | 전화번호부                    |

다른 내장된 애플리케이션은 통신사와 모델에 따라 다를 수 있다. (VZW 내비게이션, 스프린트 내비게이션, AT&T 내비게이션 등) 통신사에 따라서 제공되는 통화 기능은 전화 걸기(다이얼러)에서 타이틀 탭을 누르고 "Preferences"를 선택하면 이용할 수 있다.

## LG의 webOS
2013년 2월, LG전자가 HP로부터 webOS에 대해 특허권을 제외한 모든 권리를 인수했다. LG전자는 이를 독자적으로 발전시켜 TV에 적용하였다. 기존의 webOS는 모바일 환경을 지원하는 플랫폼인 반면, LG전자 기존에 webOS 가지고 있던 완벽한 웹 2.0 기술, 개방성, 멀티태스킹, 쉬운 사용 등의 이점을 살려 사물인터넷 (IoT) 플랫폼으로 확장하였다. UI는 webOS 가장 큰 특징 중 하나인 Card view를 계승하되, 전체적인 Look & Feel 다소 변화한 것을 확인할 수 있다. 기존에 출시된 webOS 탑재되지 않은 LG 스마트 TV 대비 빠른 사용성을 자랑하며, Card view를 통해 현재 시청하고 있는 화면을 방해하지 않으면서 언제 어디서든 빠르게 앱 메뉴에 진입, 멀티 태스킹이 가능한 것이 큰 장점이다.
2014년 CES에서 처음으로 webOS를 탑재한 스마트 TV를 선보였으며, 이를 시작으로 다양한 webOS 탑재 모델이 출시되었다. 2015년형 스마트 TV에 탑재되는 LG전자의 TV용 webOS는 2.0 버전이다.
2015년 CES에서는 웨어러블 분야에도 webOS가 적용된 LG Watch Urbane LTE를공개하였으며, 2017년 CES에서는 webOS 기반으로 동작하는 디스플레이가 설치된 스마트 냉장고를 공개하였다.
2018년 3월 19일에 webOS의 Open-Source Edition이 공개되었다. 이를 통해 개발자들이 소스 코드를 무료로 다운로드 받아 새로운 스마트 디바이스에서 자유롭게 적용하고 시험할 수 있다. webOS Open Source Edition 사이트(http://webosose.org)에서 다양한 개발 툴, 개발자 가이드, 포럼 등을 제공하고 있다.